# François Joseph Paul de Grasse

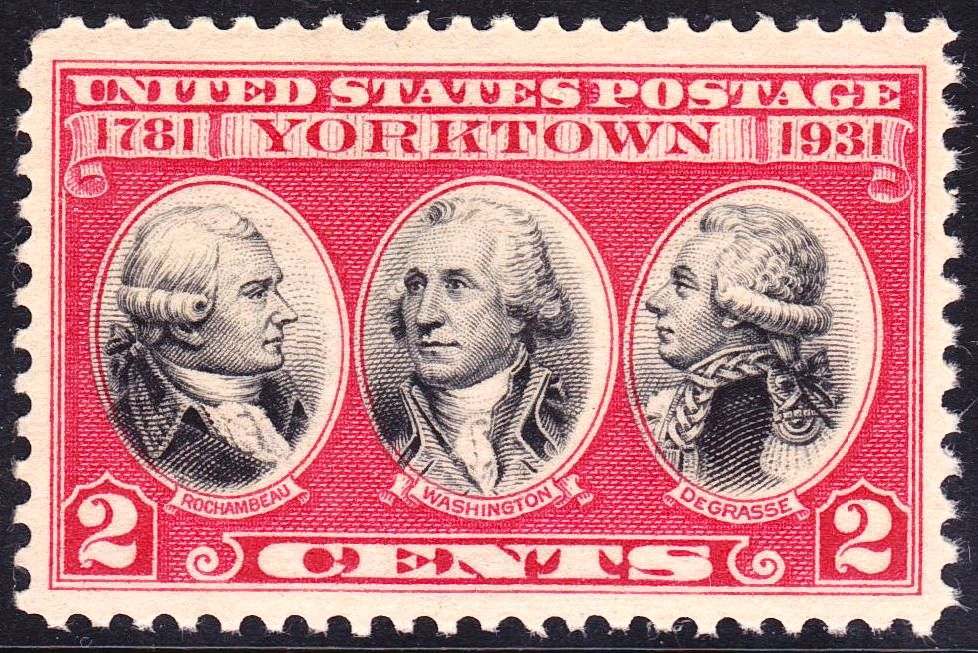
Amerykański znaczek pocztowy z 1931 roku upamiętniający Rochambeau, Washingtona i De Grasse'a w 150 rocznicę oblężenia Yorktown

François-Joseph Paul, markiz de Grasse Tilly, hrabia de Grasse (ur. 13 września 1722 w Le Bar-sur-Loup, zm. 11 stycznia 1788 w Tilly) – francuski wiceadmirał, najbardziej znany z dowodzenia flotą francuską w zwycięskiej bitwie w Zatoce Chesapeake, która bezpośrednio doprowadziła do kapitulacji Brytyjczyków pod Yorktown oraz zwycięstwa Amerykanów w wojnie o niepodległość.
De Grasse został pokonany w roku następnym przez admirała George’a Rodneya w bitwie u wysp Les Saintes, gdzie został wzięty do niewoli. We Francji obarczano go winą za tę klęskę. Po powrocie do Francji zażądał sądu polowego, który oczyściłby go z zarzutów, mimo popełnionych wówczas błędów.

## Młodość
François-Joseph urodził się i wzrastał w Le Bar-sur-Loup w Prowansji. W wieku jedenastu lat został członkiem zakonu Szpitalników jako paź Wielkiego Mistrza. Jako czternastolatek w stopniu kadeta trafił na jedną z galer rycerskiego zakonu, a w roku 1741 (w wieku 19 lat) wstąpił do Marine nationale.
Po przegranej Francji w wojnie siedmioletniej i zawarciu pokoju paryskiego w roku 1763 brał udział w odbudowie francuskiej marynarki wojennej.

## Wojna o niepodległość Stanów Zjednoczonych
W roku 1775, na skutek całego ciągu nieporozumień, zatargów i starć władz w Londynie z trzynastoma koloniami w Ameryce Północnej, wybuchła wojna o niepodległość Stanów Zjednoczonych. Francja potajemnie wspomagała rebeliantów dostarczając broni, amunicji i zaopatrzenia, ale aż do 1778 roku pozostawała neutralna. Dopiero po zwycięstwach Armii Kontynentalnej rząd Jego Królewskiej Mości zdecydował się na zawarcie traktatu sojuszniczego i Francja oficjalnie przystąpiła do wojny.
Jako dowódca flotylli de Grasse służył pod rozkazami admirała Louisa Guillouet, hrabiego d'Orvilliers w czasie nierozstrzygniętej pierwszej bitwy pod Ushant (23–27 lipca 1778).
W roku 1779, dołączył do floty hrabiego Charles’a d’Estaing w Indiach Zachodnich odznaczając się w bitwach u wybrzeży Dominiki, Saint Lucia w roku 1780 i Tobago w 1781. Brał udział w bitwie o Grenadę, jak również w działaniach Guichena przeciw Rodneyowi w bitwie koło Martyniki.

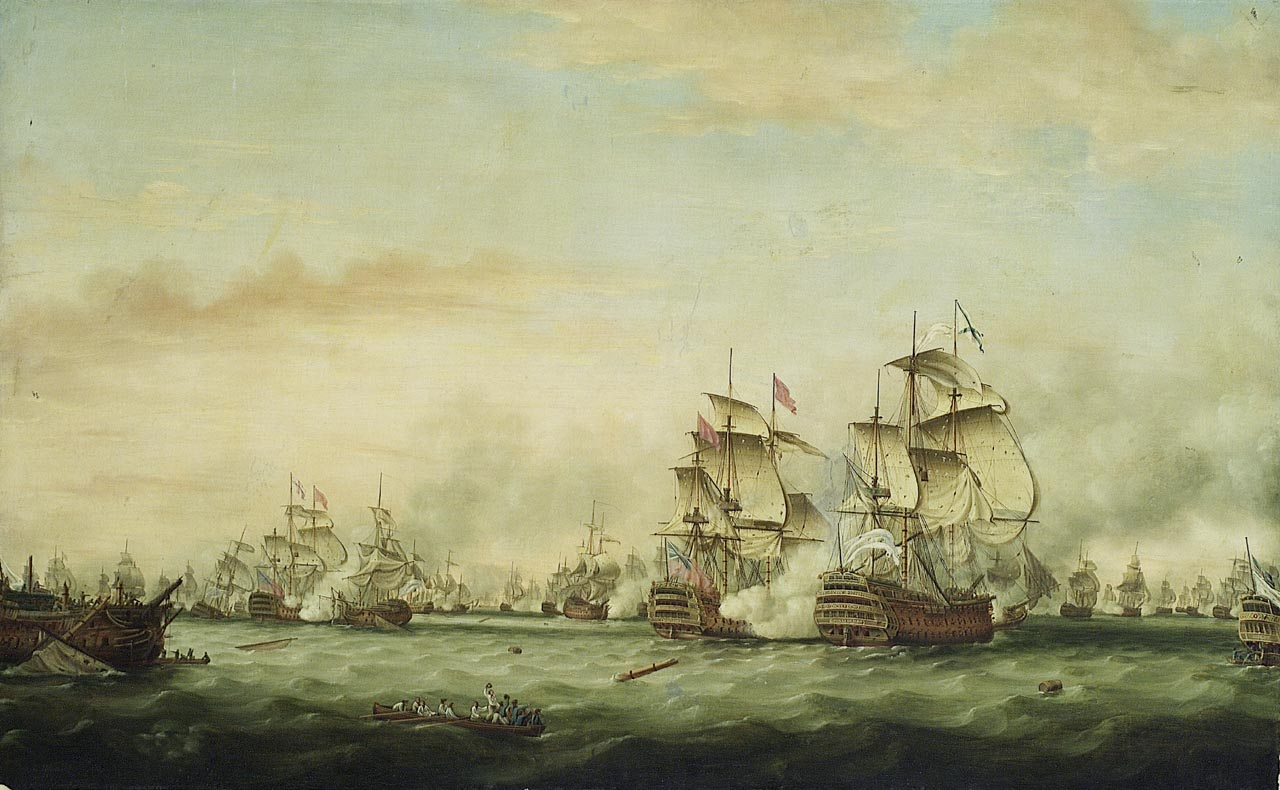
Francuski okręt flagowy Ville de Paris podczas bitwy u wysp Les Saintes

Pospieszył z pomocą Armii Kontynentalnej George’a Washingtona i dowodzonej przez Jean-Baptiste Rochambeau Expédition Particulière. De Grasse wyładował 3000 francuskich uzupełnień w Wirginii, a zaraz potem odniósł decydujące zwycięstwo nad flotą brytyjską w bitwie w Zatoce Chesapeake we wrześniu 1781 roku. Po tym zwycięstwie utrzymał blokadę wybrzeża do chwili kapitulacji armii lorda namiestnika Charles’a Cornwallisa, czym zapewnił uzyskanie niepodległości przez Stany Zjednoczone.
Następnie powrócił na Karaiby, ale szczęście go opuściło; najpierw został pobity pod Saint Kitts przez admirała Samuela Hooda, niedługo potem, w kwietniu 1782 roku został pokonany i wzięty do niewoli przez admirała Rodneya w bitwie koło wysp Les Saintes. Przewieziony do Londynu przez krótki czas uczestniczył w rokowaniach, które były podstawą postanowień kończącego wojnę pokoju paryskiego.
Po powrocie do Francji opublikował Mémoire justificatif.